# Georg Dedichen
Georg Maria Dedichen, född 8 juli 1870 i Modum, död 3 december 1942, var en norsk kemist.
Dedichen blev student 1887, studerade kemi i Tyskland under Theodor Curtius och Remigius Fresenius och blev filosofie doktor 1894. Han var amanuens vid Kristiania universitet till 1911, överingenjör vid Patentstyret till 1917 och föreståndare för Freias försökslaboratorium till 1926. 
Dedichen skrev en del avhandlingar på den organiska kemins område, invaldes som ledamot av Det Norske Videnskaps-Akademi 1902 och tilldelades Kristiania universitets guldmedalj 1904.